# Carl Michael Bellman

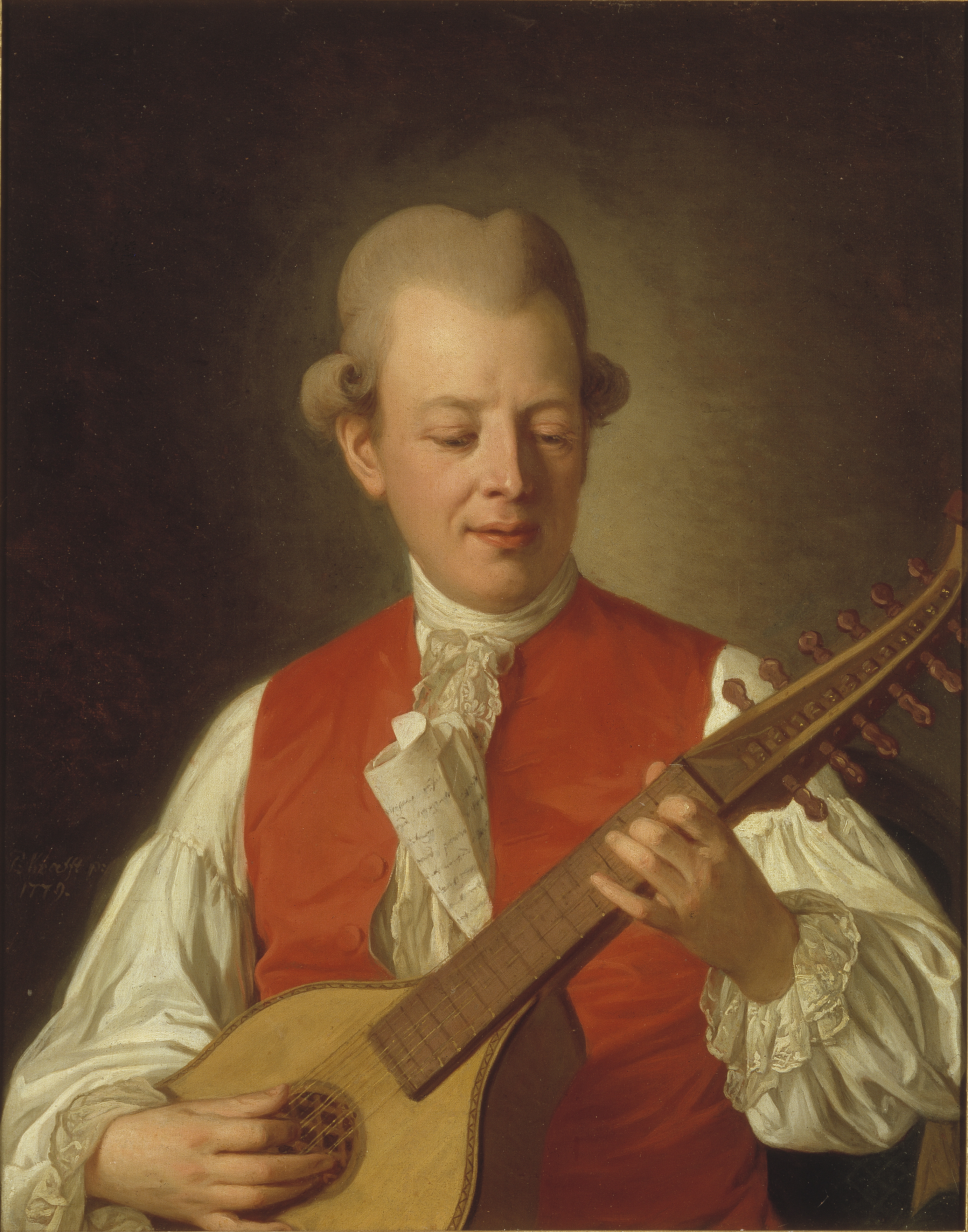
Carl Michael Bellman, Gemälde von Per Krafft d. Ä., 1779 (Nationale Porträtgalerie, Schloss Gripsholm)

Carl Michael Bellman ⓘ (* 4. Februarjul. / 15. Februar 1740greg. in Stockholm; † 11. Februar 1795 ebenda) war ein schwedischer Dichter und Komponist. Er ist der berühmteste Liederdichter Schwedens und gilt in der schwedischen Literatur bis heute als Nationaldichter.

## Leben
Carl Michael Bellman wurde 1740 als Enkel von Johan Arendt Bellman d. Ä. (1664–1709), Professor für lateinische Rhetorik an der Universität Uppsala, und als erstes Kind des Sekretärs der Schlosskanzlei, Johan Arendt Bellman d. J. (1707–1765), und der Catharina Hermonia, Tochter des Pfarrers Michael Hermonius, im Haus seiner Urgroßmutter, dem Großen Daurerschen Haus, Hornsgatan 29 A, im Stockholmer Stadtviertel Mariaberget auf Södermalm geboren. In Stockholm verbrachte er fast sein gesamtes Leben. Die Familie Bellman war deutschen Ursprungs; der Urgroßvater Martin Bellman war aus der Gegend um Bremen eingewandert. Auf Carl Michael folgten noch 14 jüngere Geschwister, von denen sieben im Kindesalter starben. 1743 zog die Familie in das Kleine Daurersche Haus im Björngårdsbrunngränd (heute: Bellmansgatan 24) um, wo Carl Michael in wohlhabenden Verhältnissen aufwuchs und durch Privatunterricht eine sorgfältige Ausbildung erhielt.
Als Autor debütierte Bellman 1757 mit einer Übersetzung der Evangelischen Todesgedanken von David von Schweinitz ins Schwedische. Es folgten weitere religiöse, aber auch satirische Schriften wie die Tankar om flickors ostadighet (Gedanken über die Unbeständigkeit der Mädchen, 1758) oder die Gesellschaftssatire in Versen Månan (Der Mond, 1760). Ein Studium an der Universität Uppsala brach er nach einem Semester ab. Er erhielt 1759 eine unbesoldete Anstellung bei der Reichsbank. Bellman lebte über seine Verhältnisse und nahm hohe Kredite auf. 1763 waren sie auf den enormen Betrag von 18.000 Reichstalern angewachsen, so dass er vor seinen Gläubigern heimlich über die Grenze nach Norwegen fliehen musste. Er konnte zwar einen Monat später mit einem schützenden königlichen Geleitbrief zurückkehren, verlor aber seine Stelle bei der Reichsbank und musste Anfang 1764 Konkurs anmelden. Nachdem er einige Monate auf dem Landgut seiner Familie, Visbohammar in Södermanland, zugebracht hatte, fand er auf Empfehlung eines Freundes eine Anstellung im Manufakturkontor bis zu dessen Auflösung Ende 1766 und kam schließlich in der Kanzlei der Königlichen Generalzolldirektion unter. Als auch diese 1772 aufgelöst wurde, erhielt Bellman sein dortiges Gehalt weiter. Von 1770 bis 1774 lebte er im Haus Urvädersgränd 3 in Södermalm.
Bellman führte ein leichtsinniges Leben, erfüllte seine Dienstpflichten nur nachlässig, hielt sich viel in Kneipen und Gesellschaften auf, hatte Liebesaffären und war dem Alkohol zugetan. Sein erstaunliches Talent, leicht und schnell Verse aus dem Stegreif zu dichten (schon als Vierzehnjähriger hatte er während einer schweren Erkrankung im Fieberwahn in Versen gesprochen) machte ihn zu einem beliebten Gesellschafter und Unterhalter, dessen Ruf sich rasch verbreitete. Seine dichterische Begabung wendete er ab der Mitte der 60er Jahre an die Lieder, die ihn unsterblich gemacht haben. Er sang sie selbst mit vielfach gerühmter Vortragskunst im geselligen Kreis und begleitete sich dazu auf der Mandoline, der Cister oder dem Citrinchen, einer kleineren Abart der Cister mit glockenförmigem Korpus (zu sehen auf dem Gemälde von Per Krafft, das König Gustav III. für die königliche Gemäldesammlung anfertigen ließ). Die Lieder waren häufig Schöpfungen des Augenblicks (Bellman war bekannt dafür, dass er stundenlang improvisieren konnte), verschafften ihm bald große Popularität und wurden von Mund zu Mund und in handschriftlichen Kopien weitergegeben. Die insgesamt etwa 1800 überlieferten Dichtungen Bellmans stellen sicher nur einen Teil seines Schaffens dar. Nach vielen vergeblichen Bemühungen gelang es Bellman schließlich, zwei Sammlungen seiner Lieder zum Druck zu bringen: 1790 Fredmans epistlar (Fredmans Episteln), zu denen der angesehene Dichter Johan Henrik Kellgren ein Vorwort schrieb und für die Bellman 1793 die Lundblad-Preismedaille der schwedischen Akademie erhielt, und 1791 Fredmans sånger (Fredmans Lieder).

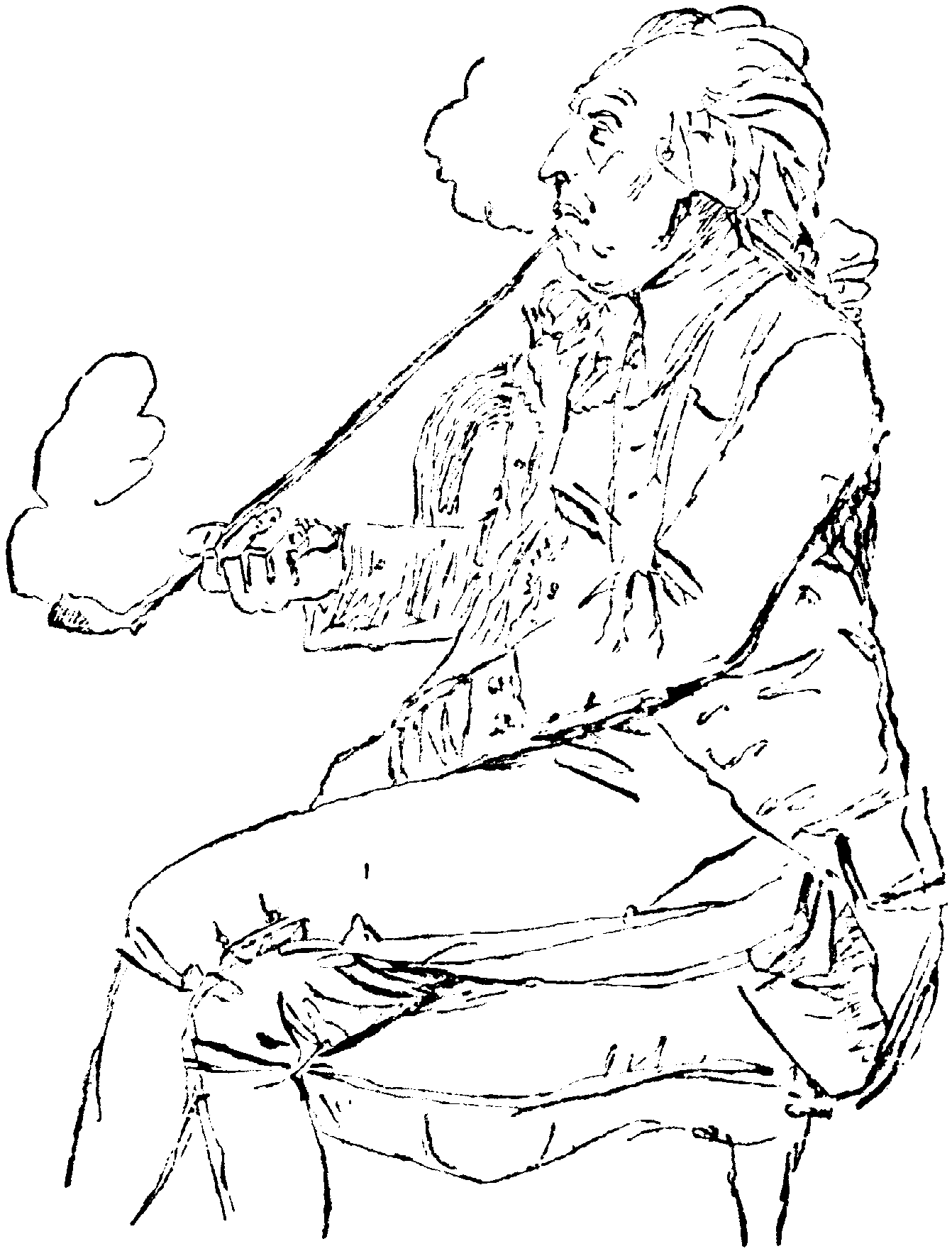
Carl Michael Bellman, Federzeichnung von Johan Tobias Sergel, ca. 1790

Bellman konnte nicht mit Geld umgehen. Hatte er welches, gab er es mit vollen Händen aus, auch für seine Freunde, hatte er keines, machte er Schulden und ließ anschreiben. So kam er sein Leben lang nicht aus den finanziellen Schwierigkeiten heraus, wurde ständig von Gläubigern bedrängt und konnte alte Schulden oft nur mit neuen Krediten begleichen. König Gustav III., ein großer Förderer der schönen Künste, wurde 1772 durch die huldigende Komposition Gustafs Skål (Gustavs Wohl) auf ihn aufmerksam, lud ihn regelmäßig an den Hof, ließ ihm aus seiner Privatschatulle großzügige finanzielle Unterstützung zukommen und sorgte auf eine gereimte Bittschrift hin dafür, dass Bellman 1776 mit dem Titel eines Hofsekretärs und einem Jahresgehalt von 1000 Talern bei der Königlichen Lotterie angestellt wurde. Ein Teil dieses Gehalts diente vermutlich dazu, Vertreter zu bezahlen, die die Amtsgeschäfte für ihn erledigten, mit dem Rest führte er das Leben eines freien Mannes. Am 19. Dezember 1777 heiratete er Lovisa Frederica Grönlund (* 16. Oktober 1755), die Tochter eines Gewürzhändlers, mit der er die Söhne Gustav (* 1781), Carl (* 1787) und Adolf (* 1790) hatte; ein weiterer Sohn, Elis (* 1785), starb kurz nach seinem zweiten Geburtstag an den Pocken. Bellman wurde auch als Ehemann nicht häuslich, scheint aber ein liebevoller Gatte und Vater gewesen zu sein. Seine fortwährende finanzielle Misere machte es ihm jedoch immer schwerer, seine Familie zu unterhalten, die deshalb mehrmals in immer schlechtere Wohnungen umziehen musste und nach seinem Tod völlig mittellos zurückblieb. Die Söhne Gustav und Carl wurden Soldaten und sind in jungen Jahren verschollen, Adolf wurde Seidenhändler in Stockholm und starb kinderlos 1834. Bellmans Witwe überlebte ihn um mehr als 50 Jahre und starb erst 1847 mit 91 Jahren.

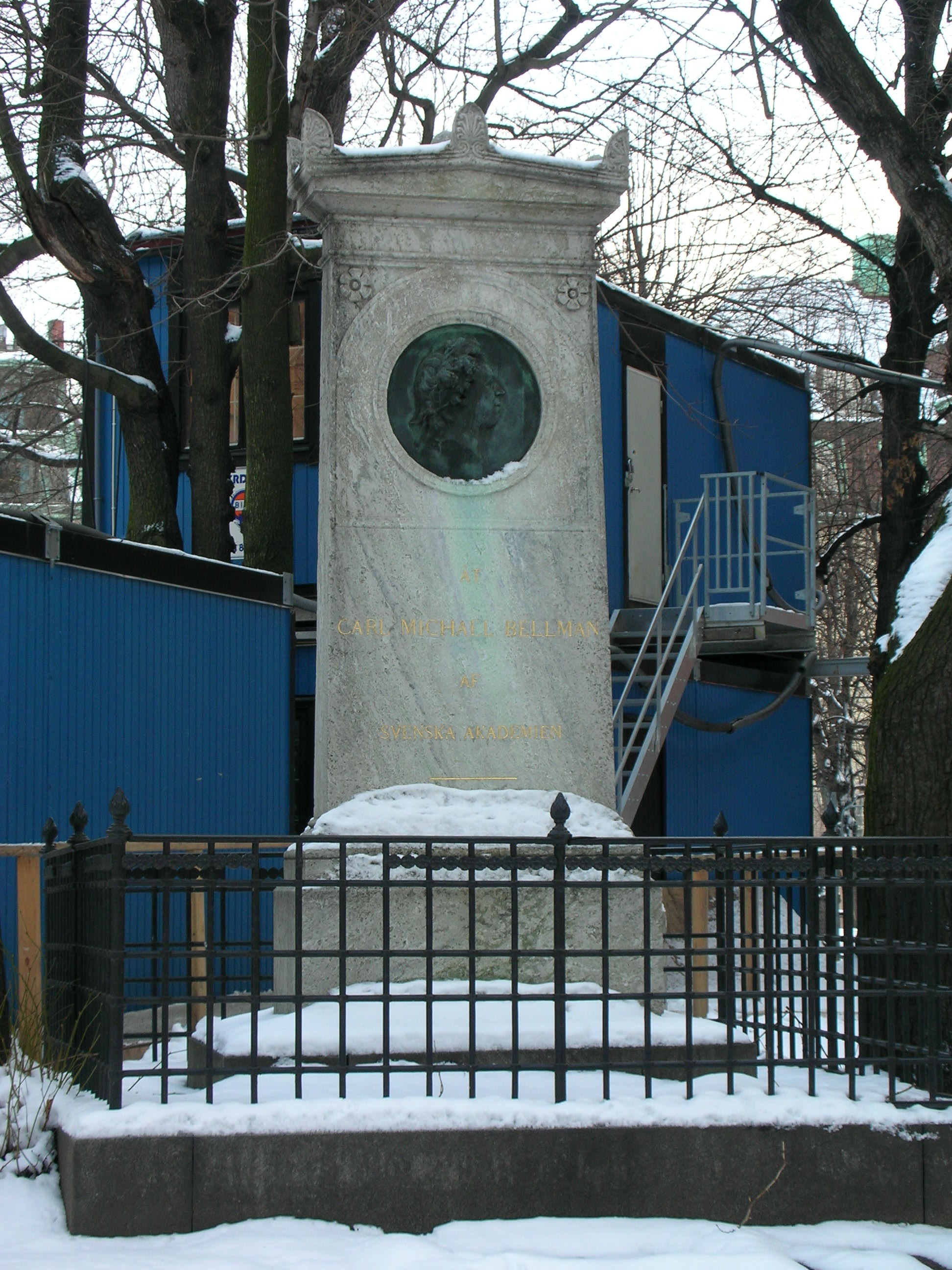
Gedenkstein für Bellman auf dem Clara-Kirchhof in Stockholm

Nachdem der König, dem er seinen Ehrentitel des „schwedischen Anakreon“ verdankte, 1792 einem Attentat zum Opfer gefallen war, verlor Bellman seinen letzten finanziellen Rückhalt. Von seinen Gläubigern mit Prozessen verfolgt, kam er schließlich 1794 für zwei Monate ins Schuldgefängnis. Dadurch verschlimmerte sich seine Lungentuberkulose, an der er 1795 starb. Begraben wurde er auf dem Stockholmer Clara-Kirchhof, das Grab ist heute nicht mehr auffindbar.

## Werk
Bellmans Hauptwerke sind die beiden Liedersammlungen Fredmans epistlar (Fredmans Episteln) mit 82 Liedern und Fredmans sånger (Fredmans Lieder) mit 65 Liedern. Seine übrigen Werke (religiöse und patriotische Lyrik, Satiren, Schauspiele, Gelegenheitsdichtung und Übersetzungen, u. a. von Gellerts Fabeln) treten in ihrer Bedeutung dahinter zurück.
„Fredmans Episteln“ knüpfen an die Episteln des Apostels Paulus an, parodieren anfangs den biblischen Ton, gehen aber weit über eine bloße Bibelparodie hinaus. Die Versform dieser Lieder ist überaus kunstvoll und variationsreich, ihr Inhalt oft derb, lustvoll und aus dem prallen Leben gegriffen. Sie handeln von fröhlicher Geselligkeit, Wein, Weib und Gesang und enthalten häufig Klagen über die Vergänglichkeit von Schönheit und Freude und elegische Betrachtungen über den Tod. Sie schildern kleine Dramen aus der Lebenswelt der Unterschicht, wobei ein fester Kreis von Personen auftritt, darunter der schönheitsdurstige und versoffene Uhrmacher Fredman, der schwindsüchtige Trinker und Musiker Movitz (ein Alter Ego Bellmans), der Korporal Mollberg und als Schönheits- und Liebesgöttin die Prostituierte Ulla Winblad. Sie sind größtenteils poetische Umgestaltungen realer Personen aus dem Stockholm des 18. Jahrhunderts. Auf mythologische Gestalten wird häufig Bezug genommen: Der antike Weingott Bacchus steht für den Trunk, die Göttin Venus oder ihr nordisches Pendant Fröja für die Erotik und der Fährmann Charon für den Tod. Trotz ihrer zeitgebundenen Anspielungen und ihrer gelehrten Metaphorik wirken die Lieder heute noch durch ihren persönlichen Ton, ihre unmittelbare Frische, ein tiefes Empfinden für Naturschönheit, die Kombination von Realismus mit humoristischen und satirischen Überzeichnungen, ihre eigenartige Mischung aus überbordender Lebensfreude und düsterer Todesahnung und die enge Verbindung von Wort und Musik. Dabei griff Bellman für seine Lieder gern auf Melodien populärer zeitgenössischer Opern und Singspiele zurück und passte sie seinen Bedürfnissen an. So stammt die Melodie von Så lunka vi så småningom aus Johann Gottlieb Naumanns Oper Gustav Vasa, die Melodie von Movitz helt allena entnahm Bellman dem beliebten Singspiel Le devin du village von Jean-Jacques Rousseau. Für manche Melodien haben sich keine Quellen finden lassen, so dass es sich möglicherweise um Kompositionen von Bellman selbst handelt.
Ein charakteristisches Beispiel für Inhalt und Form von Bellmans Liedern ist die erste Strophe samt Refrain des Måltids-Sång (Fredmans Sång Nr. 21):
Så lunka vi så småningom

Från Bacchi buller och tumult

När döden ropar, Granne kom

Ditt timglas er nu fullt.

Du Gubbe fäll din krycka ner

Och du, du Yngling, lyd min lag

Den skönsta Nymph som åt dig ler

Inunder armen tag.

Tycker du att grafven är för djup

Nå välan, så ta dig då en sup

Ta dig sen dito en, dito två, dito tre

Så dör du nöjdare.
Prosaübersetzung: So trotten wir so nach und nach / Weg vom Lärm und Tumult des Bacchus / Wenn der Tod ruft: Nachbar, komm / Dein Stundenglas ist jetzt voll / Du, Alter, lass Deine Krücke fallen / Und Du, Du Jüngling, gehorche meinem Gesetz / Die schönste Nymphe, die Dir zulächelt / Nimm in den Arm / Kommt dir das Grab zu tief vor / Na zum Wohl, dann nimm mal einen Schluck zu dir / Dann nimm dir davon noch einen und noch zwei und noch drei / Dann stirbst du zufriedener.
(Nach der Vertonung von Johann Gottlieb Naumann übersetzte es Carl Zuckmayer als So trolln wir uns.)
Als Kontrast die erste Strophe eines deutlich anders gestimmten Liedes, Afton-Qväde (Fredmans Sång Nr. 32):
Träd fram du Nattens Gud att solens lågor dämpa

Bjud Stjernan på din sky mot aftonrådnan kämpa

Gör ljumma böljan kall.

Slut ögats förlåt till, kom lindra qval och krämpa

och blodets heta svall.
Prosaübersetzung: Tritt vor, du Gott der Nacht, die Flammen der Sonne zu dämpfen / Lass den Stern auf deiner Wolke gegen das Abendrot kämpfen / Mach die laue Woge kalt / Schließ den Vorhang des Auges, komm und lindere Qual und Krämpfe / und den heißen Andrang des Blutes.

## Wirkung

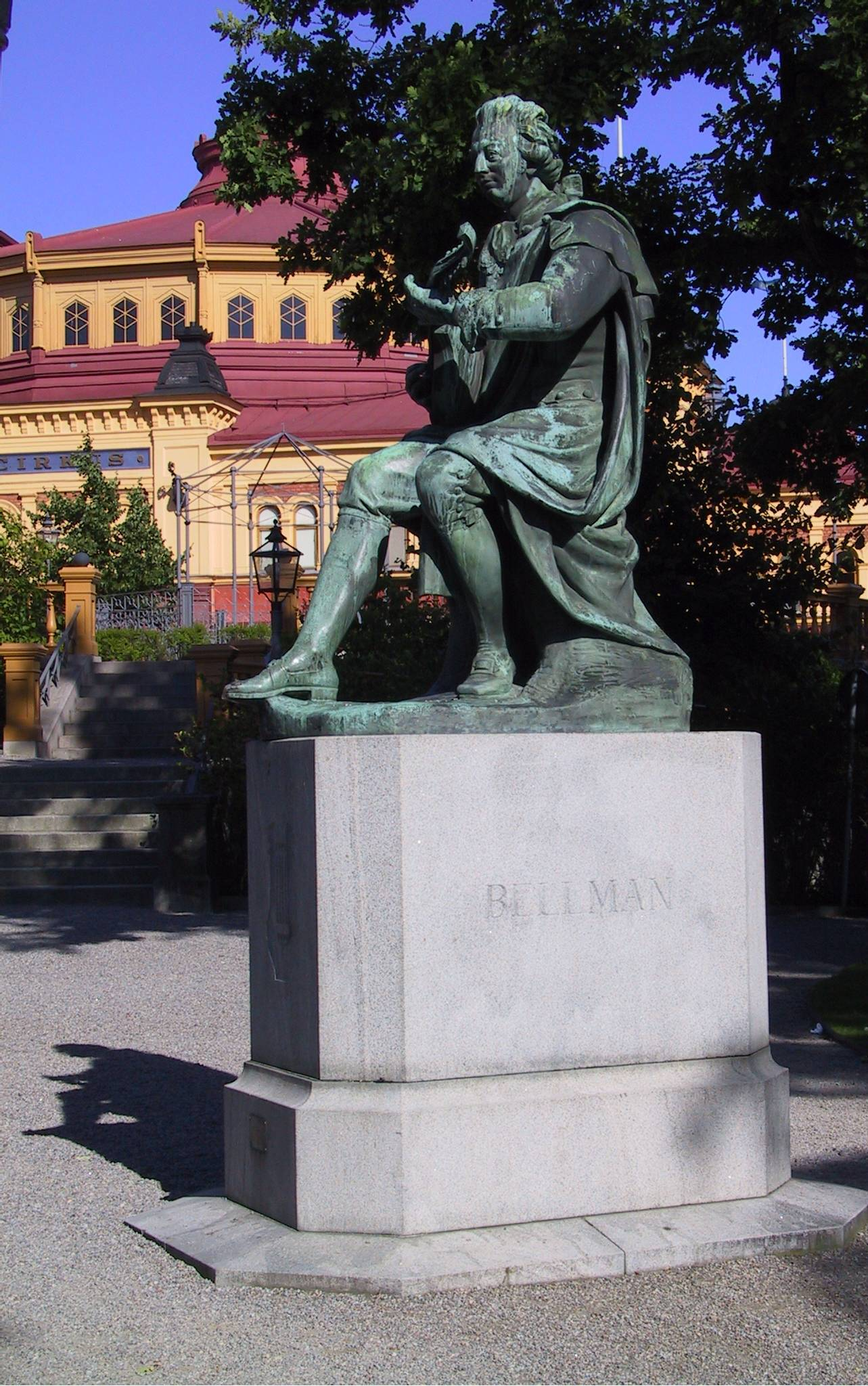
Bellman-Statue von Alfred Nyström, 1872 (Djurgården, Stockholm)

Besonders in Schweden sowie im übrigen Skandinavien sind Bellmans Lieder bis heute weithin bekannt und beliebt. Schon 1824 wurde in Stockholm eine Bellman-Gesellschaft gegründet. Am 26. Juli 1829 wurde im Stockholmer Djurgården eine Bronzebüste Bellmans von Johan Niclas Byström feierlich enthüllt. Seitdem wird in ganz Schweden, vor allem aber in Stockholm, der 26. Juli als Bellman-Tag gefeiert. Die heutige Bellman-Gesellschaft, die sich vor allem durch die Herausgabe der großen Werkausgabe verdient gemacht hat, wurde 1919 gegründet.
Viele schwedische Dichter, etwa Gunnar Wennerberg, Birger Sjöberg, Dan Andersson und Evert Taube, knüpften an Bellmans Liederschaffen an und setzten sich mit dem großen Vorbild auseinander. Birger Sjöbergs Lied Fjärilen på Haga spielt raffiniert mit Bellmans Fjäriln vingad syns på Haga, während Evert Taube in seiner Balladen om Bellman (Ballade von Bellman) dem schwedischen Nationaldichter huldigt. Auf Bellman geht eine spezifisch schwedische Tradition von Troubadouren zurück, zu deren wichtigsten modernen Repräsentanten Fred Åkerström (1937–1985) und Cornelis Vreeswijk (1937–1987) gehören. Beide machten sich als gefeierte Bellman-Interpreten einen Namen. Zu den jüngeren Interpreten gehört der Liedermacher und Rock-Musiker Stefan Sundström, der 1991 mit dem Bellman-Preis der Stadt Stockholm ausgezeichnet wurde.
Auf der Stockholmer Insel Långholmen (Stora Henriksvik) und im Schlosshotel Aspa am Vätternsee gibt es Bellman-Museen.
Außerhalb von Nordeuropa hat Bellmans Werk vor allem in Deutschland Resonanz gefunden. Ernst Moritz Arndt pries ihn schon 1810 in den höchsten Tönen. 1856 erschien die erste Übersetzung (von Adolf von Winterfeld) ins Deutsche, der bis heute ein gutes Dutzend weitere folgten. Die bekanntesten Übersetzungen stammen von Carl Zuckmayer, der 1938 (Neufassung 1953) auch das Theaterstück Ulla Winblad herausbrachte, Fritz Graßhoff, H. C. Artmann (1976) und Klaus-Rüdiger Utschick. Bellmans Lieder wurden und werden von zahlreichen deutschen Künstlern gesungen. Am bekanntesten sind die Aufnahmen von Karl Wolfram (etwa 1957), Carl Raddatz (1965), Manfred Krug (1968/1997), Harald Juhnke (1976/1996), Hans-Erich Halberstadt (1987), Dieter Süverkrüp (1996), Hannes Wader (mit Klaus Hoffmann und Reinhard Mey, 1996) und Günter Gall (2003), der gelegentlich auch mit dem schwedischen Bellman-Interpreten Martin Bagge auftritt. In der DDR wurde Bellmann vor allem durch die 1965 im Reclam-Verlag Leipzig erschienenen Nachdichtungen von Fredmans Episteln durch Peter Hacks, Heinz Kahlau, Hartmut Lange und Hubert Witt sowie deren Interpretation durch Manfred Krug bekannt.

## Werke
- Maßgebliche schwedische Gesamtausgabe: Carl Michael Bellman. Standardupplaga utgiven av Bellmanssällskapet. 21 Bände, Stockholm 1921–2004.
- Carl Michael Bellman: Fredmans Episteln an diese und jene, aber hauptsächlich an Ulla Winblad. Übersetzung: Peter Hacks u. a.; Illustrationen: Werner Klemke. Philipp Reclam jun., Leipzig 1965
- Fritz Graßhoff: Durch alle Himmel alle Gossen. Ein Bündel Fredmannscher Episteln und Songs aus dem Schwedischen singbar ins Deutsche gebracht und mit Bildern versehen von Fritz Graßhoff, mit einem Vorwort von Klabund und einem Nachwort Grasshoffs (Über Carl Michael Bellman. Leben, Werk, Zeit). Kiepenheuer & Witsch, Köln/Berlin 1966
- Carl Michael Bellman: Der Lieb zu gefallen. Eine Auswahl seiner Lieder. Zweisprachig. Die schwedischen Text wurden singbar verdeutscht durch H. C. Artmann und Michael Korth. Musikalische Bearbeitung von Johannes Heimrath. Heimeran, München 1976 (schwedisch/deutsch, mit Noten)
- Michael Korg (Hrsg.): Carl Michael Bellmann: Sauf-, Liebs- und Sterbelieder. Frankfurt am Main 1980.
- Hein Hoop: Carl Michael Bellman – Der Tod ist doch ein böser Bär. Ausgewählte Lieder in hoch- und niederdeutschen Nachdichtungen, Verlag Davids Drucke, Celle 1978, ISBN 3-921860-04-0
- Carl Michael Bellman: Fredmans Episteln. Reclam, Stuttgart 1994, ISBN 3-15-008962-X (Lieder mit Noten)
- Fritz Graßhoff: Bellman auf Deutsch. Fredmans Episteln; (aus dem Schwedischen des XVIII. Jahrhunderts singbar ins Deutsche gerückt nebst dem Lebenslauf des Dichters Carl Michael Bellman, den Zeitumständen, einer Auslegung des Werkes und Vignetten). Verlag für Berlin-Brandenburg, 1995, ISBN 3-930850-10-9
- Carl Michael Bellman: Fredmans Episteln. „Von Liebeslust und Qual und dem vollen Pokal“. (Bellman-Ausgabe Band 1) Übersetzt von Klaus-Rüdiger Utschick. Anacreon. München 1998, ISBN 3-932759-01-X (mit Faksimile der Originalnoten)
- Carl Michael Bellman: Fredmans Gesänge. „Venus meine Herzmonarchin, Bacchus Kehlenfürst!“. (Bellman-Ausgabe Band 2) Übersetzt von Klaus-Rüdiger Utschick. Anacreon. München 1998, ISBN 3-932759-02-8 (mit Faksimile der Originalnoten)
- Carl Michael Bellman: Religiöse Dichtung. „Komm, Kind der Erde!“. (Bellman-Ausgabe Band 3) Übersetzt von Klaus-Rüdiger Utschick. Anacreon, München 1998, ISBN 3-932759-03-6 (mit Noten zu einem Kirchenlied)

## Tonträger (Auswahl)
- Wolfram singt Carl Michael Bellmann-Lieder. Wolfram (Gesang und Laute). 30 cm LP stereo. Polydor #237705, 1965. Bürgerlich: Karl Wolfram.
- Weile an dieser Quelle – Lieder von Carl Michael Bellmann. Carl Raddatz. LP. Telefunken 1965. (Deutsch von Carl Zuckmayer, Hanns von Gumppenberg und Felix Niedner)
- Manfred Krug spricht und singt Carl Michael Bellman – Friedmans Episteln an diese und jene aber hauptsächlich an Ulla Winblad. LP. Litera 1968 (Wiederveröffentlichung: CD. Amiga 1997)
- Carl Michael Bellman. Hai & Topsy. Happy Bird 1975.
- Harald Juhnke singt Lieder von Carl Michael Bellman. Happy Bird 1976. Wiederveröffentlichung: CD. Membran 2003.
- Der Lieb zu gefallen. Bärengässlin. LP. pläne, Dortmund 1978. Wiederveröffentlichung: CD. pläne, Dortmund 2001.
- Brüder, es zieht ein Geruch über's Land. Fiede Kay singt Carl Michael Bellmann. LP, Polydor International GmbH, 1981
- Trauben und Violen – Die Lieder des Carl Michael Bellman. Hans Peter Treichler. LP, Gold Records 1981.
- Einzelne Lieder auf den Alben „Lästerliches und Liederliches“ (1990) und „Laßt die Lästerzungen schmoren!“ (1993) von Holger Hoffmann. Verlag der Spielleute
- Liebe, Schnaps, Tod – Wader singt Bellman. Hannes Wader, Klaus Hoffmann, Reinhard Mey. Pläne. 1996.
- Süverkrüp singt Graßhoffs Bellman. Dieter Süverkrüp. CD. Conträr Musik 1996.
- Durch alle Himmel, alle Gossen – Carl Michael Bellman (1740–1795). Günter Gall. Artychoke 2003
- Carl Michael Bellman – Lieder von Liebe, Wein und Tod. Petter Udland Johansen, Ensemble Pratum Musicum. 2 CDs. 2005